# Oriopsis pulchra
Oriopsis pulchra är en ringmaskart som beskrevs av Hartmann-Schröder och Rosenfeldt 1991. Oriopsis pulchra ingår i släktet Oriopsis och familjen Sabellidae. Inga underarter finns listade i Catalogue of Life.